# Constante mágica
A constante mágica ou soma mágica de um quadrado mágico é a soma dos números de qualquer linha, coluna ou diagonal de uma quadrado mágico. Por exemplo, o quadrado mágico mostrado abaixo tem uma constante mágica de 15.
O termo constante mágica ou soma mágica é similarmente aplicado a outras figuras "mágicas" como a estrela mágica e o cubo mágico.

## Quadrados mágicos normais
Se um quadrado mágico de ordem n for normal normal (i.e., ele contém os números de 1 a n²), então a constante mágica depende apenas de n e seu valor é dado por
{\displaystyle M_{2}(n)={\frac {n(n^{2}+1)}{2}}}.
Essa fórmula é a consequência da fórmula para a soma dos primeiros n inteiros
{\displaystyle 1+2+...+k={\frac {k(k+1)}{2}}}
aplicada para o caso k = n², fornecendo n²(n²+1)/2, que é então dividido por n porque existem n linhas, sendo que todas somam o mesmo valor.
As constantes mágicas de quadrados mágicos normais de ordem n = 3, 4, 5, … são:
15, 34, 65, 111, 175, 260, 369, 505, 671, 870...
formando a sequência A006003 da OEIS
Os números em qualquer linha, coluna ou diagonal de um quadrado mágico normal formam uma série mágica.

## Cubos mágicos
Da mesma forma, se um cubo mágico consiste nos números 1, 2, ..., n³, então ele também tem uma constante mágica (sequência A027441 na OEIS)
{\displaystyle M_{3}(n)={\frac {n(n^{3}+1)}{2}}.}

## Estrelas mágicas
A constante mágica de uma estrela mágica normal de n pontas é M = 4n + 2.